# Friedrich Adolph Lampe

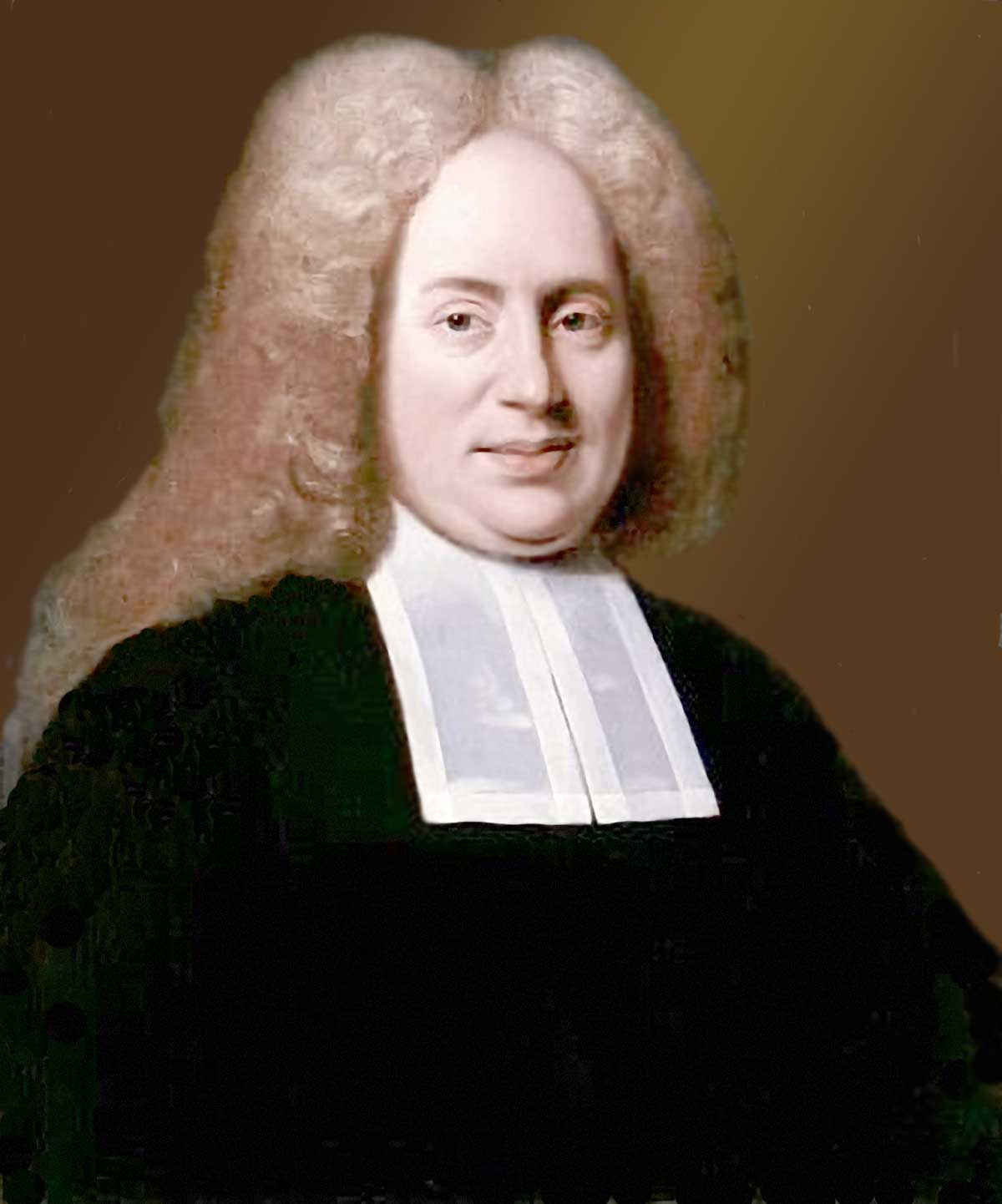
Friedrich Adolph Lampe

Friedrich Adolph Lampe (Nederlands heeft ook wel Frederik Adolf Lampe) (Detmold, 18 of 19 februari 1683 - Bremen, 8 december 1729) was een Duitse gereformeerde hoogleraar theologie en predikant. Van 1720 tot 1727 was hij hoogleraar aan de Utrechtse universiteit. Zijn theologie vormde een synthese van de opvattingen van Gisbertus Voetius en Johannes Coccejus. Gedurende enkele decennia in de 18e eeuw vormden de "Lampeanen" een derde stroming binnen de gereformeerde kerk in de Republiek naast de Coccejanen en de Voetianen. Lampe wordt wel beschouwd als een late vertegenwoordiger van de beweging van de Nadere Reformatie.

## Levensloop
Lampe werd geboren in 1683 als zoon van een predikant in het gereformeerde vorstendom Lippe. Nadat zijn vader in 1690 was overleden in Koningsbergen waar hij inmiddels hofprediker was geworden, ging het gezin Lampe naar Bremen, waar de familie oorspronkelijk vandaan kwam. Lampe studeerde theologie in Bremen en vanaf 1702 aan de Universiteit van Franeker onder Campegius Vitringa sr. en Herman Alexander Röell, die van heterodoxe opvattingen betreffende de Drie-eenheid verdacht werd. De associatie met deze laatste leermeester zou Lampe later nog een beschuldiging van ketterij opleveren. In 1703 werd hij op 20-jarige leeftijd predikant van Weeze in het Hertogdom Kleef. In 1706 ging hij naar Duisburg en in 1709 naar Bremen. Daar schreef hij zijn dogmatische hoofdwerk Geheimniß des Gnadenbunds, dem großen Bundesgott zu Ehren und allen heylbegierigen Seelen zur Erbauung geöffnet (1712), een werk van ruim 4000 pagina's quarto dat tussen 1717 en 1721 door Isaac Le Long in het Nederlands vertaald werd als De verborgentheit van het genaade-verbondt.
In 1720 werd Lampe hoogleraar theologie aan de Utrechtse universiteit. Vooraf werd hij zonder stellingen en bijbehorende disputatie gepromoveerd tot doctor in de theologie. In 1726-'27 was hij rector magnificus van de universiteit. In 1726 werd zijn leeropdracht - en dus ook zijn tractement - uitgebreid met het vak kerkgeschiedenis, nadat hij een benoeming tot hoogleraar in Bremen had afgeslagen. Zijn nieuwe vakgebied verrijkte hij met Historia ecclesiae reformatae in Hungaria et Transylvania, een 900 pagina's tellende beschrijving van de geschiedenis van de gereformeerde kerk in Hongarije, inclusief Transsylvanië. De vele Hongaren die in Utrecht theologie studeerden zal hij met dit werk een groot plezier hebben gedaan. Na een jaar als rector magnificus te Utrecht gewerkt te hebben, ging hij in 1727 alsnog naar Bremen. Hiervoor gaf hij zijn gezondheidstoestand als reden op, maar ook de conflicten met de theologen van de Leidse universiteit speelden hierbij een rol.
Aan conflicten ontsnapte Lampe ook in Bremen niet, want de Rotterdamse precieze dominee Jacobus Fruytier beschuldigde hem ervan dat hij de onorthodoxe opvattingen van Röell over de drie-eenheid aanhing. Fruytiers pamflet van bijna 500 bladzijden deed de normaal weinig beknopte Lampe af in een 18 pagina's tellende toevoeging aan zijn commentaar op het Evangelie volgens Johannes. Zijn slechte gezondheidstoestand bleek geen excuus te zijn geweest, aangezien hij al in 1729 op 46-jarige leeftijd overleed.

## Theologie
De structuur van Lampes theologie werd bepaald door de verbondsleer van Johannes Coccejus. Hij gaf hieraan echter een bevindelijke inkleuring die meer aansloot bij de opvattingen van Gisbertus Voetius. Het verschil tussen het Oude en het Nieuwe Testament was in zijn denken minder groot dan bij Coccejus. Hoewel ook hij veel aandacht had voor een heilshistorische uitleg met grote nadruk op de verschillende perioden in de heilsgeschiedenis, had zijn exegese ook een typologisch en allegorisch karakter. Dat wil zeggen dat hij het Oude Testament zag als een voorafschaduwing van het Nieuwe en dat hij meer dan zijn grote voorbeeld de geschiedverhalen behandelde als weergave van stadia in het geloofsleven. Hierdoor kreeg zijn uitleg een tijdloos en mystiek karakter. Een voorbeeld hiervan is dat hij de zeven scheppingsdagen uitlegde als zeven stadia van het geloofsleven.
Lampes ethiek, vooral samengevat in Schets der dadelyke Godt-geleertheit (1721), staat in de puriteinse traditie. Hij pleit voor soberheid in kleding, meubilair en eten - dat laatste ook om medische redenen - en toont zich een tegenstander van dansen. Ongewoon is zijn pleidooi voor het aanstellen van vrouwelijke diakonessen naast de mannelijke diakenen. Hij wil hen vooral taken laten verrichten, waar mannen volgens hem minder geschikt voor zijn, zoals het verzorgen van armen, zieken, kraamvrouwen en kinderen.
Lampe schreef ook enkele catechisatieboekjes, waaronder een voor heel jonge kinderen, Eerste waarheidsmelk voor zuigelingen (1745), en een voor de belijdeniscatechese, Inleyding tot de verborgentheit van het genade-verbondt: ten dienste der jeugdt, ...; en in het bysonder strekkende tot een bequame aanleyding, voor die gene, die tot het H. Avondtmaal sullen toegelaten worden (1720).
Uit zijn dictaat over de homiletiek (Institutionem homileticarum breviarium) blijkt dat volgens Lampe de homiletiek de  heilige wetenschap is van spreken in de publieke samenkomst, opdat de eer van God en de opbouw van de hele kerk bevorderd wordt. Hij wil niet dat er op de kansel sprake is van vertoon van geleerdheid of het gebruik van vreemde woorden. Volgens Lampe is de applicatio (toepassing) de ziel van de preek. De toepassing is nodig omdat slechts weinig hoorders van de preek zelf de toepassing kunnen maken. Bij de toepassing moet de prediker rekening houden met de staat van de hoorders, namelijk bekeerden en onbekeerden.

## Invloed
Lampes verbinding van Coccejaans verbondsdenken met Voetiaanse preciesheid leidde tot het ontstaan van een eigen Lampeaanse richting binnen de Nadere Reformatie. Voorheen had deze stroming al bestaan als "ernstige Coccejanen" ter onderscheiding van de "Leidse" (naar de universiteit waar de meesten van hen hun opleiding hadden genoten) of "groene Coccejanen" (naar de afgezette predikant Henricus Groenewegen). De Lampeanen kenmerkten zich ook uiterlijk door hun kleding ("lampiaansche pruiken"). Zo komt in Betje Wolffs en Aagje Dekens Historie van den Heer Willem Leevend "eene strikte, zuivere Lampiaansche Matrone" voor.
Hoewel Lampes geschriften na 1900 niet meer herdrukt werden in Nederland, werden de oude drukken nog wel gelezen in bevindelijk gereformeerde kringen. Zijn beschrijving van het geloofsleven werd wel gewaardeerd, maar zijn theologische schema's werden vaak afgewezen, zoals blijkt uit de kernachtige typering: "Lampe zit geen olie in".

## Voornaamste publicaties
- De verborgentheit van het genaade-verbondt, ter eeren van den grooten verbonds-Godt, en tot stichtinge van alle heylbegeerige zielen geopent (Amsterdam, 1717-1721; 4 dln. in 6 bdn.; 8e druk: Amsterdam, 1770)
- Balsem uyt Gilead, tegens aansteekende siekten; ter gemeener stichtinge, by deese gevaarlyke tyden, meedegedeelt: eerst uytgegeven in den jare 1713. ende nu vermeerdert met een gebedt, en een predikatie ... gedaan na de verlossinge uyt een swaare krankheit (Amsterdam, 1719; 3e [=4e] druk: Utrecht, 1767)
- Inleyding tot de verborgentheit van het genade-verbondt: ten dienste der jeugdt, ...; en in het bysonder strekkende tot een bequame aanleyding, voor die gene, die tot het H. Avondtmaal sullen toegelaten worden (Amsterdam, 1720; laatste druk: Middelburg, 1785; ten minste 10 edities)
- Het heylige bruydt-cieraat der bruylofts-gasten des lams, aan syne verbondts-tafel van het rechte gebruyk des H. Avondmaals (Amsterdam, 1720; 6e druk: Amsterdam, 1764)
- Melk der waarheit volgens aanleydinge van den Heidelbergschen catechismus ten nutte van de leerbegeerige jeugt opgesteld (Amsterdam, 1721; 5e druk: 's Gravenhage/Amsterdam, 1766)
- Schets der dadelyke Godt-geleertheit, uit de zuiverste bronnen der euangelielere gehaalt (Amsterdam, 1721; 5e druk: Rotterdam, 1744)
- Historia ecclesiae reformatae in Hungaria et Transylvania (Utrecht, 1728)
- Eerste waarheidsmelk voor zuigelingen, en aanleiding tot vaste spyze voor meerderjarige (Harderwijk, 1745; hiervan zijn eerdere edities geweest; laatste druk: Zutphen, 1841)